# Moment hamiltonien
Un moment hamiltonien – a Hamiltonian moment en anglais – est un temps historique qui voit différentes entités étatiques mettre leurs dettes publiques en commun, ce qui conduit à l'émergence ou au renforcement d'un État fédéral qui les gouverne. L'expression renvoie à l'année 1790 aux États-Unis, quand le premier secrétaire au Trésor Alexander Hamilton préside à la reprise par le jeune gouvernement fédéral des dettes contractées par les États américains dont les finances publiques sont encore grevées par la guerre d'indépendance.
La locution est désormais particulièrement utilisée en matière de politique européenne pour désigner la bascule vers une mise en commun des dettes nationales des États membres de l'Union européenne. Longtemps hypothétique, cette dernière est en apparence amorcée à la suite de l'explosion des dépenses publiques de ces pays pendant la pandémie de Covid-19. L'endettement de la commission au nom de tous les États membres pourrait en être la manifestation européenne. L'expression est notamment utilisée par Jean Quatremer, correspondant auprès des institutions européennes du quotidien français Libération, dans son analyse du Conseil européen extraordinaire du 17 au 21 juillet 2020. En janvier 2022, Alain Madelin appelle « moment Hamilton » la potentielle future mise en place d'une dette commune européenne.